# Football Club Lorient-Bretagne Sud 2015-2016

## Rosa
| N. |                           | Ruolo | Calciatore           |
| -- | ------------------------- | ----- | -------------------- |
| 1  | Francia (bandiera)        | P     | Anthony Lamonge      |
| 2  | Costa d'Avorio (bandiera) | D     | Lamine Koné          |
| 3  | Gabon (bandiera)          | D     | Yrondu Musavu-King   |
| 4  | Francia (bandiera)        | D     | Vincent Le Goff      |
| 5  | Senegal (bandiera)        | D     | Zargo Touré          |
| 6  | Francia (bandiera)        | D     | François Bellugou    |
| 8  | Francia (bandiera)        | C     | Yann Jouffre         |
| 9  | Ghana (bandiera)          | A     | Majeed Waris         |
| 11 | Gabon (bandiera)          | C     | Didier N'Dong        |
| 12 | Camerun (bandiera)        | A     | Benjamin Moukandjo   |
| 13 | Francia (bandiera)        | C     | Rafidine Abdullah    |
| 14 | Portogallo (bandiera)     | D     | Raphaël Guerreiro    |
| 15 | RD del Congo (bandiera)   | C     | Rémi Mulumba         |
| 17 | Algeria (bandiera)        | C     | Walid Mesloub        |
| 19 | Francia (bandiera)        | C     | Romain Philippoteaux |

| N. |                            | Ruolo | Calciatore        |
| -- | -------------------------- | ----- | ----------------- |
| 20 | Francia (bandiera)         | C     | Denis Bouanga     |
| 21 | Burkina Faso (bandiera)    | C     | Alain Traoré      |
| 22 | Francia (bandiera)         | A     | Benjamin Jeannot  |
| 23 | Costa d'Avorio (bandiera)  | C     | Moryké Fofana     |
| 24 | Nuova Caledonia (bandiera) | D     | Wesley Lautoa     |
| 25 | Francia (bandiera)         | D     | Lamine Gassama    |
| 26 | Francia (bandiera)         | D     | Lindsay Rose      |
| 27 | Francia (bandiera)         | C     | Jimmy Cabot       |
| 28 | Francia (bandiera)         | C     | Maxime Barthelmé  |
| 29 | Francia (bandiera)         | D     | Pape Paye         |
| 30 | Francia (bandiera)         | P     | Florent Chaigneau |
| 31 | Francia (bandiera)         | A     | Valentin Lavigne  |
| 33 | Francia (bandiera)         | D     | Hamadou Karamonko |
| 34 | Francia (bandiera)         | A     | Marvin Gakpa      |
| 36 | Guinea (bandiera)          | A     | Mohamed Mara      |
| 40 | Francia (bandiera)         | P     | Benjamin Lecomte  |
| 41 | Senegal (bandiera)         | P     | Ibrahima Sy       |

### Staff tecnico
- Allenatore: Sylvain Ripoll
- Allenatore assistente :  Franck Haise
- Preparatore dei portieri:  Patrick L'Hostis
- Preparatore atletico: Florian Simon
- Coordinatore vivaio: Cristophe Le Roux
- Coordinatore vivaio: Stéphane Pédron
- Direttore settore giovanile: Régis Le Bris
- Medico sociale:  Leonidas Vokolos
- Fisioterapista:  Régis Bouyaux
- Fisioterapista:  David Le Gall